# Zasada wzajemności prac Bettiego

Przykładowe zastosowanie zasady Bettiego. Dla układu przedstawionego na rysunku, obciążonego kolejno siłą i momentem mamy

Zasada Bettiego mówi, że jeżeli na liniowy ustrój sprężysty działają kolejno dwa dowolne układy obciążeń, to praca pierwszego obciążenia na przemieszczeniach wywołanych przez drugie obciążenie jest równa pracy drugiego obciążenia na przemieszczeniach wywołanych przez pierwsze obciążenie. Dotyczy ona obciążeń uogólnionych, którymi mogą być siły i momenty, oraz odpowiadających im przemieszczeń uogólnionych. Zasadę tę odkrył włoski matematyk Enrico Betti. Ma ona zastosowanie w wyprowadzeniu metody elementów brzegowych.